# Mapania rhynchocarpa
Mapania rhynchocarpa är en halvgräsart som beskrevs av Lorougnon och Raynal. Mapania rhynchocarpa ingår i släktet Mapania och familjen halvgräs. Inga underarter finns listade i Catalogue of Life.